# Juan Merino López
Juan Merino López O.F.M. (Madrid, 24 de junho de 1583 — Valladolid, 24 de setembro de 1663), com o nome frequentemente latinizado para Joannes Merinerius, foi um frade franciscano e sacerdote, que exerceu as funções de provincial de Castela da Ordem dos Frades Menores, 65.º ministro geral da Ordem Franciscana, que governou de 1639 a 1645. Foi também bispo de Valladolid. Também se distinguiu no campo da Filosofia como seguidor do pensamento de Duns Scotus.

## Biografia
Natural da cidade de Madrid, ingressou na ordem franciscana, no Convento de São Francisco de Madrid, a 9 de fevereiro de 1600 e estudou no Colégio de São Pedro e São Paulo de Alcalá (Colegio-convento de San Pedro y San Pablo (Alcalá de Henares)). 
Concluiu os estudos de Teologia e leccionou na Universidade de Alcalá e, mais tarde, no Convento de São Francisco de Madrid. Foi eleito provincial da Província Francsicana de Castela, cargo que exerceu de 1637 a 1639, sendo neste último ano eleito 65.º ministro geral da Ordem, cargo que exerceu entre 1639 e 1645. Nas funções de minitro gela, promulgou novas constituições de clausura para todas as religiosas franciscanas (clarissas, concepcionistas e irmãs terceiras). A sua ação como ministro geral foi instrumental para a criação da Província de São João Evangelista das Ilhas dos Açores.
Devido a uma disputa com Gaspar de Guzmán y Pimentel Ribera y Velasco de Tovar, o Conde-Duque de Olivares, um dos mais importantes conselheiro de Filipe IV de Espanha, Juan Merino não foi bem-vindo em Espanha durante algum tempo. Acabou por conseguir recuperar o respeito da família real e regressar a Espanha. Após o seu regresso, foi proposto bispo da Diocese de Valladolid por Filipe IV, confirmado a 18 de fevereiro de 1647, função que exerceu até falecer.
Escreveu um influente manual de filosofia escotista (Cursus Integer), a que se seguiram outras obras mais extensas do mesmo género, algumas das quais se aproximam das obras de Bartholomaeus Mastrius. Nem todas estas obras chegaram a ser impressas.
Ao tempo era comum a latinização dos nomes, pelo que ficou conhecido por uma variedade de antropónimos, entre os quais Joannes Merinerus, Joannes Lopez Merinerus, Juan Merinero Lopez, Ioannes Merinero e João Meroneiro.

## Obras
Entre outras, é autor das seguintes obras:
- Commentarii in universam Aristotelis dialecticam juxta Subtilis Duns Scoti mentem, una cum disputationibus et quaestionibus hoc tempore agitare solitis. Alcalá de Henares: Juan de Villodas Orduña, 1629.
- Fray Juan Merinero ministro general, y siervo de toda la orden de nuestro serafico padre San Francisco la magestad de Dios nuestro señor, que por ocultos juyzios, superiores a nuestra humana capacidad, se digno de poner en nuestro flacos ombros el govierno de tan grave, dilatada, y numerosa familia, para obrar por instrumento tan debil los efetos de su misericordiosa providencia. s.l.: s.n. [1641].
- Mandatos y apuntamientos que fr. Juan Merinero, ministro general y siervo de toda la orden de san Francisco dispone sean observados en todos los conventos de la familia cismontana. Zaragoza, 1641.
- Constituciones generales para todas las monjas y religiosas sujetas a la obediencia de la orden de N. P. S. Francisco en toda esta familia cismontana. Madrid, 1642.
- Apuntamientos para reformacion de la orden de San Francisco. Madrid, 1642.
- Commentaria in regulam sanctae Clarae duabus partibus. Madrid, 1642.
- Fray Juan Merinero ministro general de los frailes menores de toda la orden de san Francisco, a todos los religiosos de nuestras provincias de las Indias Occidentales de qualquier calidad que sean. Madrid: s.n., 1644.
- Tractatus de Conceptionis Deiparae Virginis Mariae sive de huius articuli definibilitate:. MS Biblioteca Universitaria de Salamanca, MS 1557, ff. 113r-164v.
- Cursus integer philosophiae juxta Doctoris Subtilis Joannis Duns Scoti mentem, quinque voluminibus Aristotelis logicam parvam et magnam, octo libros de Physico Auditu, duos libros de ortu et interitu, tres libros de Anima, copiose & acurate complectens, 3 volumes. Madrid: Mateo Fernández, 1659.
- Cursus theologicus iuxta Doctoris Subtilis Ioannis Duns Scoti mentem, 2 volumes. Madrid: Fernandez, 1668.
- Cursus theologicus iuxta doctoris Subtilis Ioannis Duns Scoti mentem. Tomus tertius. Continet tres tractatus, scilicet: De habitibus aquisitis in communis. De virtutibus acquisitis in communi. De gratia Dei per Christum. Ad universum ordinem fratrum minorum. MS Madrid Bib Nac., 12435.